# باربرا رومين
باربرا رومين (بالإنجليزية: Barbara Romaine)‏ هي مترجمة أمريكية، ولدت في 1959.

## سيرتها الذاتية
تدربت رومين كباحثة كلاسيكية. ففي عام 1987 تم إرسالها إلى مصر للبحث في المواقع الرومانية في مدينة الإسكندرية وما حولها. وبسبب افتتانها باللغة العربية، حضرت على مدى السنوات الست التالية دروسا في الإرشاد الجامعي، وصيفين مكثفين (الانغماس الكامل) في كلية ميدلبري، وسنة في الزمالة في الجامعة الأمريكية بالقاهرة (1992-1993). درست اللغة العربية في كلية وليام وماري من عام 1993 إلى عام 1996. ومنذ ذلك الحين درست في كلية ميدلبري، وجامعة بنسلفانيا، وكلية واشنطن، وكلية سوارثمور، وجامعة برينستون، وجامعة فيلانوفا، من بين مؤسسات أخرى.